# Enfermeras
Enfermeras er en colombiansk tv-serie fra 2019. Hovedrollerne spilles af henholdsvis Diana Hoyos (María Clara González), Sebastián Carvajal (Carlos Pérez), Viña Machado (Gloria Mayorga Moreno), Julián Trujillo (Álvaro Rojas), Lucho Velasco (Manuel Alberto Castro), Nina Caicedo (Sol Angie Velásquez), Federico Rivera (Héctor Rubiano "Coco"), María Manuela Gómez (Valentina Duarte González) og Cristian Rojas (Camilo Duarte González).
Serien blev produceret i to sæsoner fra 2019 til 2022 og har 429 episoder.